# Fethiye Belediye Spor Kulübü
Il Fethiye Belediye Spor Kulübü, noto anche come Lokman Hekim Fethiye Belediyespor per ragioni di sponsorizzazione, è un club di pallacanestro turco con sede a Fethiye. Milita nella Basketbol Süper Ligi.

## Storia
Il 18 settembre 2020 venne ammesso per la prima volta alla Basketbol Süper Ligi, la massima serie nazionale, a causa del fallimento del Bandırma B.İ.K.. Il penultimo posto nella Basketbol Süper Ligi 2020-2021 comportò la retrocessione. La squadra, tuttavia, arrivò penultima anche l'anno seguente nella Türkiye Basketbol Ligi 2021-2022, scendendo dunque in terza serie.